# Fotez Breg
Fotez Breg is een plaats in de gemeente Donja Voća in de Kroatische provincie Varaždin. De plaats telt 68 inwoners (2001).